# Periferie della Grecia per indice di sviluppo umano
     0,895-0,875
     0,874-0,855
     0,854-0,835
     0,834-0,815
     Monte Athos

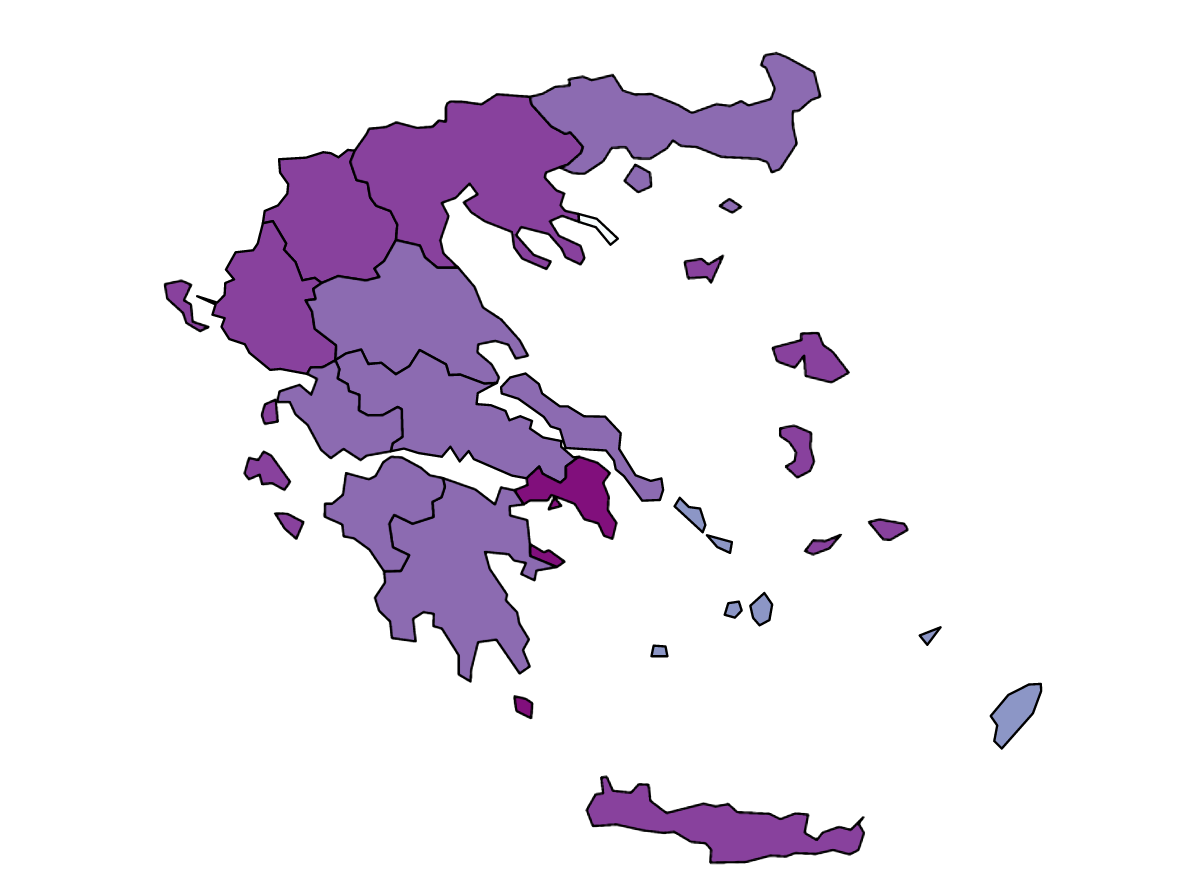
0,895-0,875
0,874-0,855
0,854-0,835
0,834-0,815
Monte Athos

Questa è una lista delle periferie della Grecia per indice di sviluppo umano con dati 2018.
| Pos.                                | Provincia                           | HDI (2018)                          | Comparabile con                     |
| Indice di sviluppo umano molto alto | Indice di sviluppo umano molto alto | Indice di sviluppo umano molto alto | Indice di sviluppo umano molto alto |
| ----------------------------------- | ----------------------------------- | ----------------------------------- | ----------------------------------- |
| 1                                   | Attica                              | 0,895                               | Spagna                              |
| –                                   | Grecia (media)                      | 0,872                               | Polonia                             |
| 2                                   | Creta                               | 0,870                               | Lituania                            |
| 3                                   | Macedonia Occidentale               | 0,867                               | Lituania                            |
| 4                                   | Epiro                               | 0,866                               | Emirati Arabi Uniti                 |
| 5                                   | Isole Ionie                         | 0,865                               | Emirati Arabi Uniti                 |
| 6                                   | Macedonia Centrale                  | 0,861                               | Slovacchia                          |
| 7                                   | Egeo settentrionale                 | 0,860                               | Slovacchia                          |
| 8                                   | Grecia occidentale                  | 0,853                               | Lettonia                            |
| 9                                   | Salonicco                           | 0,850                               | Portogallo                          |
| 10                                  | Peloponneso                         | 0,837                               | Croazia                             |
| 11                                  | Grecia Centrale                     | 0,836                               | Croazia                             |
| 12                                  | Macedonia Orientale e Tracia        | 0,835                               | Oman                                |
| 13                                  | Egeo Meridionale                    | 0,832                               | Argentina                           |